# Isachne deccanensis
Isachne deccanensis är en gräsart som beskrevs av Norman Loftus Bor. Isachne deccanensis ingår i släktet Isachne och familjen gräs. Inga underarter finns listade i Catalogue of Life.